# Paralelo 26 S
O Paralelo 26 S é um paralelo no 26° grau sul no plano equatorial terrestre .
Começando no Meridiano de Greenwich e tomando a direcção do Leste, o paralelo 26º S passa por:
| País, território ou mar | Notas |
| ----------------------- | --- |
| Oceano Atlântico        | |
| Namíbia                 | |
| África do Sul           | |
| Botswana                | |
| África do Sul           | |
| Essuatíni               | |
| Moçambique              | |
| Oceano Índico           | |
| Austrália               | Austrália Ocidental limite entre Território do Norte / Austrália Meridional limite entre Queensland / Austrália Meridional Queensland |
| Oceano Pacífico         | Mar de Coral |
| Oceano Pacífico         | Passa entre os arquipélagos de Tubuai e Bass, Polinésia Francesa, embora longe                                                        |
| Chile                   | |
| Argentina               | |
| Paraguai                | |
| Argentina               | |
| Brasil                  | |
| Oceano Atlântico        | |